# Sebők Balázs
Sebők Balázs (Budapest, 1994. december 14. –) válogatott jégkorongozó.

## Pályafutása

### Klubcsapatokban
Sebők Balázs a MAC Budapest csapatában nevelkedett. A klub ifjúsági játékosaként egy németországi utánpótlás tornán hívta fel magára több külföldi klub figyelmét, majd a 2009-2010-es szezon előtt a finn Oulun Kärpät szerződtette. Az idényben Mikko Tauriainen után csapata legeredményesebbje volt 42 ponttal (15 + 27).
A 2010-2011-es szezonban a Jääkiekon A-nuorten SM-liiga, azaz az első számú utánpótlás bajnokság legjobbjai közé számított, Ville Leskinen és Saku domb Alasen után csapata legeredményesebb pontszerzője volt. A 2013-2014-es idény előtt hároméves szerződést írt alá a csapattal, és felkerült a felnőtt kerethez. Az első szezonban nem játszott a Jääkiekon SM-liigában, azaz a finn élvonalban, hanem a juniorbajnokságban lépett jégre, ahol ezüstérmet szerzett az idény végén.
2014 júniusában a Kajaanin Hokki csapatához került. A következő idényben csapata legjobbjai közé tartozott, Tomáš Mikúš után (8 + 32) az Oulun Kärpät második legjobb pontszerzője volt. 2015 januárjában a hónap játékosának választották.

2015 nyarán a Kalevan Pallo szerződtette. A csapattal szerepelhetett a Bajnokok Ligájában, ahol a cseh HC Ocelaři Třinec ellen mutatkozott be 2015. augusztus 22-én. Az SM-liigában 2015. szeptember 11- én, az Oulun Kärppi ellen mutatkozott be és 17.03 percet volt a pályán. 2015 decemberében a KalPa-val egy évig meghosszabbította szerződését 2018 tavaszáig.
A 2016-2017-es szezonban Sebők csak 37 mérkőzést játszott sérülései miatt, a szezon végén ezüstérmes lett csapatával. A 2017-2018-as idényben a KalPa második legponterősebb játékosa volt Mathew Maione után (8 + 23). A rájátszásban csapat legeredményesebb gólszerzője volt és a statisztikai lapot is ő vezette.
2021 májusában bejelentették, hogy a finn Ilves csapatában folytatja a pályafutását. 2023-ban a DEL-ben szereplő Iserlohn Roosters játékosa lett.

### A válogatottban
Részt vett a 2016-os IIHF jégkorong-világbajnokságon. Fehéroroszország elleni 2016. május 14-én a magyarok 77 év után győztek az elitcsoportban, az 5-2-es győzelem során Sebők is gólt szerzett. 2015-ben és 2017-ben is szerepelt a divízió I-es világbajnokságon, csakúgy, mint a hazai rendezésű 2018-as tornán.

## További információ
- Sebők Balázs az eliteprospects.com oldalán